# Guangxicyon sinoamericanus
Guangxicyon sinoamericanus Zhai et al., 2003 è un mammifero carnivoro estinto, appartenente alla famiglia Amphicyonidae. Visse nell'Eocene superiore (circa 38 milioni di anni fa) e i suoi resti fossili sono stati ritrovati in Cina.

## Descrizione
Questo animale è noto per resti incompleti, che tuttavia permettono una ricostruzione almeno parziale. Guangxicyon doveva essere un carnivoro di dimensioni medie, e si suppone che potesse raggiungere la taglia di un coyote, con un peso di circa 10 chilogrammi. I fossili includono una mandibola parziale, una tibia e un omero, e denotano un animale dalla struttura relativamente robusta. La testa doveva essere corta, dotata di grandi canini inferiori e di piccoli molari e premolari inferiori, a radice singola. La dentatura era bunodonte e di foggia primitiva, rispetto ad altri anficionidi eocenici.

## Paleoecologia
Confrontando omero e tibia con quelli di altri anficionidi, si può ipotizzare che Guangxicyon non fosse adatto alla corsa come Daphoenodon o Cynelos, e fosse invece un animale plantigrado che poteva ruotare lateralmente gli arti anteriori, forse per arrampicarsi meglio sugli alberi.

## Tassonomia
Guangxicyon è stato descritto per la prima volta nel 2003, sulla base di fossili provenienti dalla regione del Guangxi, in Cina meridionale. È stato attribuito alla famiglia degli anficionidi, i cosiddetti "cani - orso", un gruppo di carnivori arcaici dalle caratteristiche intermedie tra quelle dei canidi e quelle degli ursidi, ma che richiamavano in una certa misura anche i felidi. Tra gli anficionidi, Guangxicyon è senza dubbio uno dei più antichi, benché siano note forme ancor più antiche in Nordamerica (Daphoenus) e in Europa (Simamphicyon). Si suppone che Guangxicyon fosse già un membro derivato di questo clade, in quanto la caratteristica mandibola corta lo distingue dalle forme più primitive. Sembrerebbe essere stato una forma aberrante, evolutasi in Asia e ben distinta dalle forme europee e nordamericane. Superficialmente, il suo muso corto richiamava quello di altri membri della famiglia dotati della medesima caratteristica, come Brachycyon, ma questo accorciamento del cranio non fu il risultato di una riduzione della dentatura. L'accorciamento della testa fu quindi un fenomeno di convergenza evolutiva.